# Борислав Цветковић
Борислав Цветковић (Карловац, 30. септембар 1962) бивши је југословенски и српски фудбалер и тренер.

## Каријера
Каријеру је почео у родном Карловцу, да би се афирмисао као првотимац загребачког Динама, за који је одиграо укупно 304 утакмице и постигао 126 голова. Са Динамом је био првак државе 1982. и освајач Купа Југославије 1983. Из редова Динама 1986. прелази у Црвену звезду за коју наступа две сезоне.
У Италију одлази 1988. године, где прве три сезоне наступа за Асколи, а затим је одиграо по једну сезону за Мачератезе и Казертану. У Србију се вратио 1994. године. Своју последњу сезону као играч провео је у Борцу из Чачка. 
Као тренер самостално је водио Обилић, док је као помоћни тренер радио у Црвеној звезди у сезони 2005/06. када је први тренер био Валтер Зенга.
Његов брат је фудбалер Звјездан Цветковић.

## Репрезентација
- За сениорску репрезентацију Југославије је одиграо 11 утакмица и постигао један гол, (1983-1988).

За репрезентацију Југославије је дебитовао 1983. године, на пријатељској утакмици против Румуније (1-0) у Сарајеву. Последњу утакмицу у дресу са државним грбом је одиграо против Француске (3-2) у оквиру квалификација за Светско првенство 1990. у Италији. Са олимпијском репрезентацијом је освојио бронзану медаљу на Летњим олимпијским играма 1984. у Лос Анђелесу. Наступао је за репрезентацију и на Европском првенству 1984.